# Hi! Hi! Hi!
Hi! Hi! Hi! è un singolo della cantante tedesca Sandra, estratto dall'album Mirrors e pubblicato il 15 settembre 1986. Il brano ebbe un discreto successo in tutta Europa e fu utilizzato come colonna sonora del film Yuppies 2 con Ezio Greggio e Massimo Boldi.

## Tracce
Singolo 7"
1. Hi! Hi! Hi! – 3:31
2. You'll Be Mine – 4:33

Singolo 12"
1. Hi! Hi! Hi! – 6:12
2. You'll Be Mine – 4:33
3. Hi! Hi! Hi! – 3:31